# Милиграм (музичка група)
Милиграм је музичка поп група из Београда. Основао га је 2004. Александар Милић Мили.
Првобитни састав групе су чинили Александар Милић Мили, Мића Ковачевић, Ален Адемовић, Слободан Васић, Срећко Митровић и Неша Бојковић. Маја 2019. године групу су напустили Адемовић, Васић, Митровић и Бојковић.. Садашњи састав, поред Александра Милића чине и Ади Шоше, Марко Продановић, Арион Петровски и Данило Орбовић.

## Чланови бенда
Садашњи чланови
- Александар Милић Мили — вокал и гитара (2004—данас)
- Ади Шоше — вокал  (2019—данас)
- Марко Продановић(Ди Маркус) — ДЈ  (2019—данас)
- Арион Петровски — бубњеви (2019—данас)
- Данило Орбовић — електрична гитара (2019—данас)

Бивши чланови
- Ален Адемовић — вокал (2004—2019)
- Слободан Васић — бас гитара (преминуо; 2004—2019)
- Мића Ковачевић — бубњеви
- Срећко Митровић — клавијатуре (2004—2019)
- Неша Бојковић — електрична гитара (2004—2019)
- Сергеј Рамадановић — клавијатура (преминуо; 2004—2012)

## Дискографија

### Студијски албуми
- Милиграм (2009)
- Милиграм 2 (2012)
- Луди петак (2013)
- Magnetic (2015)

### Синглови
- Булевари (2014)
- Ја сто посто (2016)
- Погрешна ноћ (2017)
- Аманет (2017)
- Вампир (2018)
- Од лета до лета (feat. Северина, 2018)
- Марихуана (feat. Јелена Карлеуша, Surreal, 2018)
- Плаћам парама (2019)
- Каротида (2019)

### Спотови
| Спот                | Година | Режисер             |
| ------------------- | ------ | ------------------- |
| Лола                | 2010   | Visual Infinity     |
| Крушка              | 2011   | —                   |
| Либеро              | 2011   | —                   |
| Зато крадем         | 2011   | —                   |
| 21. Век             | 2011   |                     |
| Свирај брате        | 2012   | —                   |
| Као нова            | 2012   | Videal              |
| Пола пет            | 2012   | Videal              |
| Београд ноћу        | 2012   | —                   |
| Ништа               | 2012   | —                   |
| Врати ми се несрећо | 2013   | —                   |
| Булевари            | 2014   | Visual Infinity     |
| Апсолутна љубав     | 2014   | AL HAMED            |
| Анђео               | 2014   | Videal              |
| Сигурица            | 2015   | Arthur              |
| Кавијар             | 2016   | Никола Матијевић    |
| Ја сто посто        | 2016   | —                   |
| Погрешна ноћ        | 2017   | TOXIC ENTERTAINMENT |
| Аманет              | 2017   | TOXIC ENTERTAINMENT |
| Од лета до лета     | 2018   | TOXIC ENTERTAINMENT |
| Вампир              | 2018   | Харис Дубица        |
| Марихуана           | 2018   | Дино Сехић          |
| Плаћам парама       | 2019   | Дино Сехић          |
| Проћердано          | 2019   | Вук Протић          |
| Каротида            | 2019   | Вук Протић          |